# Naturschutzgebiet Schneeberg
Das Naturschutzgebiet Schneeberg liegt auf dem  gleichnamigen Schneeberg am Westrand der Stadt Aachen in der Gemarkung Laurensberg.

## Beschreibung
Das Gebiet besteht aus einem schmalen, sehr lang gestreckten Gelände mit Aufforstungen im Südwesten sowie Gebüschstreifen und abschnittsweise kleinen Trockenrasenflächen. Der Boden besteht aus einem Kalk-Mergel-Gestein und wärmt sich schnell auf. Der wertvolle Trockenrasen ist an den meisten Stellen fast ganz verschwunden. Nach Norden verengt sich das Gebiet stark auf 30 bis 100 Meter auf einem Streifen von 1600 Metern mit typischem Gebüsch wie Hunds-Rose und Schlehe, unterbrochen von Kalkrasenflächen.

## Schutzzweck
Schutzziel ist die Erhaltung der Lebensgemeinschaft Halbtrockenrasen und der Feldraine mit einer reichhaltigen Fauna wegen der Seltenheit und besonderen Eigenart der Landschaftsbestandteile.